# Jacques-Auguste Leconte-De-Betz
Jacques Auguste Léon Leconte-De-Betz est un homme politique français né le 17 novembre 1736 à Alençon (Orne) et décédé le 25 avril 1821 au même lieu.
Maire d'Alençon, il est député de l'Orne de 1791 à 1792.

## Sources
- « Jacques-Auguste Leconte-De-Betz », dans Adolphe Robert et Gaston Cougny, Dictionnaire des parlementaires français, Edgar Bourloton, 1889-1891 [détail de l’édition]